# Metropolitan (vonat)

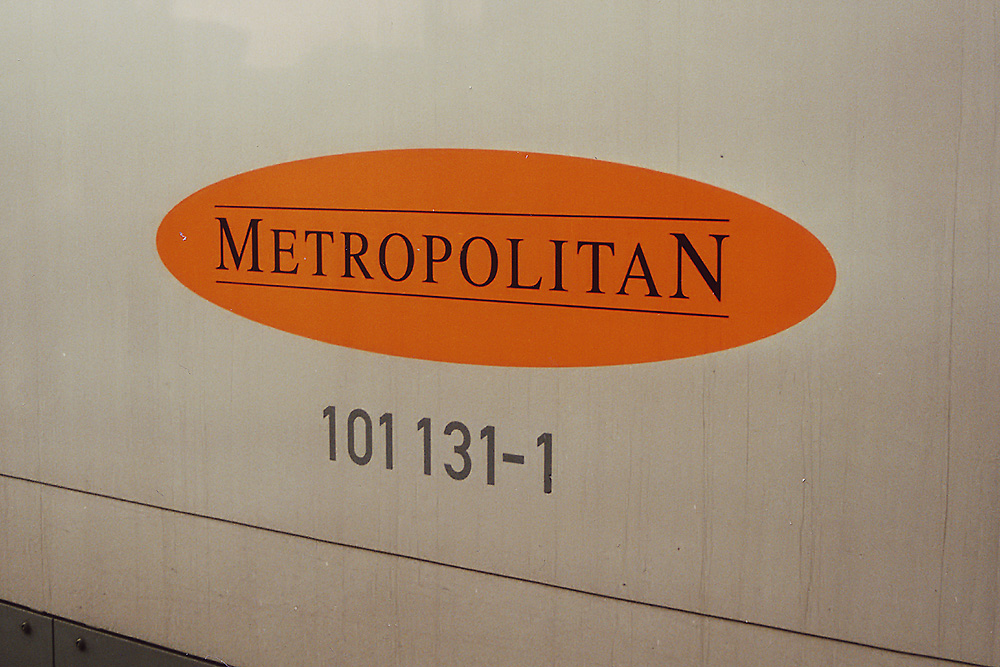
A Metropolitan logója

A Metropolitan a Deutsche Bahn Köln és Hamburg között közlekedő minőségi, távolsági, nagysebességű vonata volt. Csak első osztályú kocsikkal járt. Az első járat 1999. augusztus 1-jén indult, az utolsó járat 2004 december 11-én közlekedett. 2004-ben az alacsony kihasználtsága miatt végleg megszűnt. A kocsik pedig a hagyományos IC vonatokba kerültek.

## Kocsiosztályok
A vonaton három különböző kocsiosztály volt: Club, Office és Silent.
| Név                        | Ülőhelyek száma | Százalékban |
| -------------------------- | --------------- | ----------- |
| Club Nemdohányzó           | 45 hely         | = 12,8%     |
| Club Dohányzó              | 39 hely         | = 11,1%     |
| Office Nemdohányzó         | 114 hely        | = 32,5%     |
| Office Dohányzó            | 39 hely         | = 11,1%     |
| Silence (Csak nemdohányzó) | 114 hely        | = 32,5%     |
| Összesen                   | 351 hely        | = 100,0%    |

## Menetrend
Ez a menetrend 1999. augusztus 1-jétől volt érvényes:

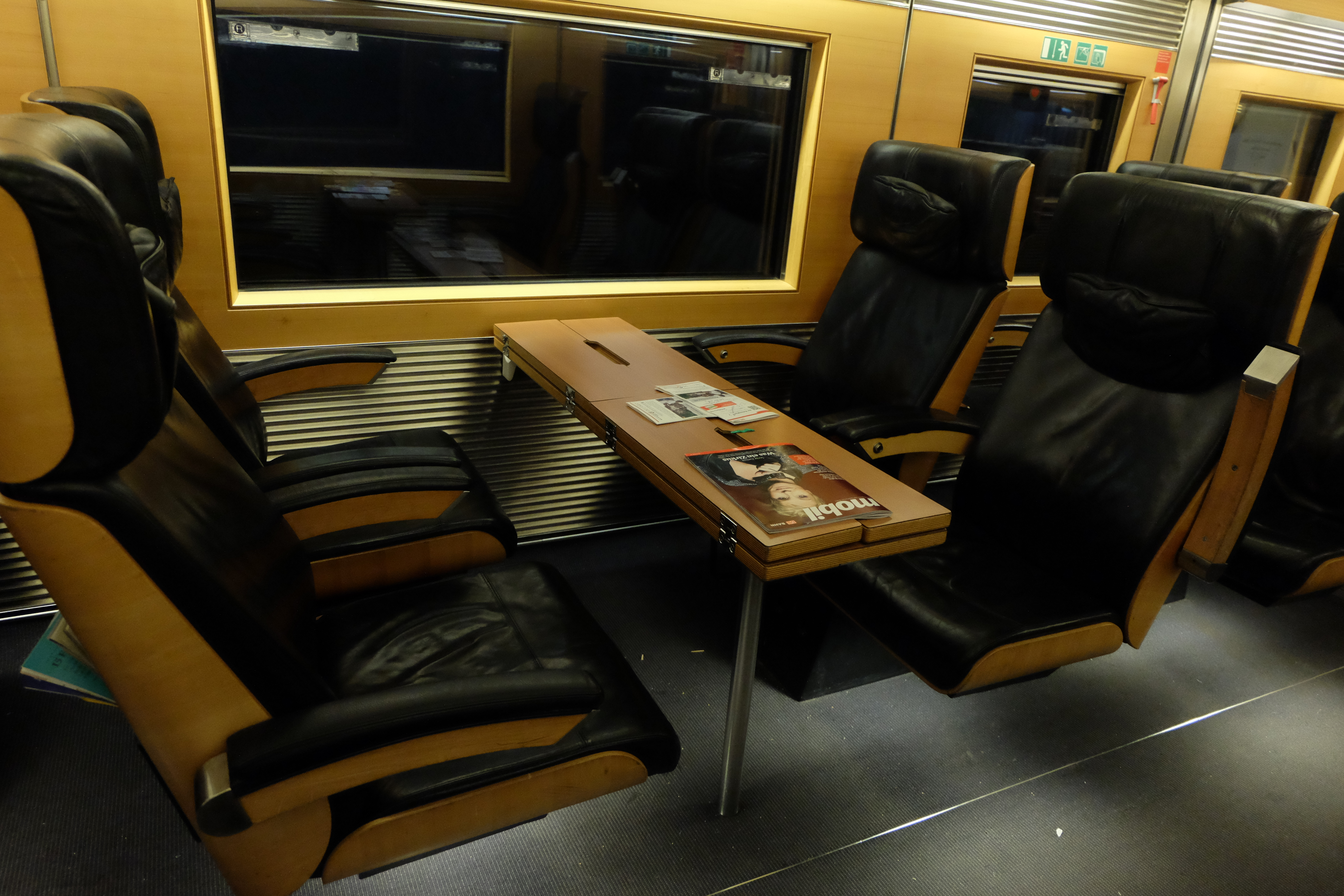
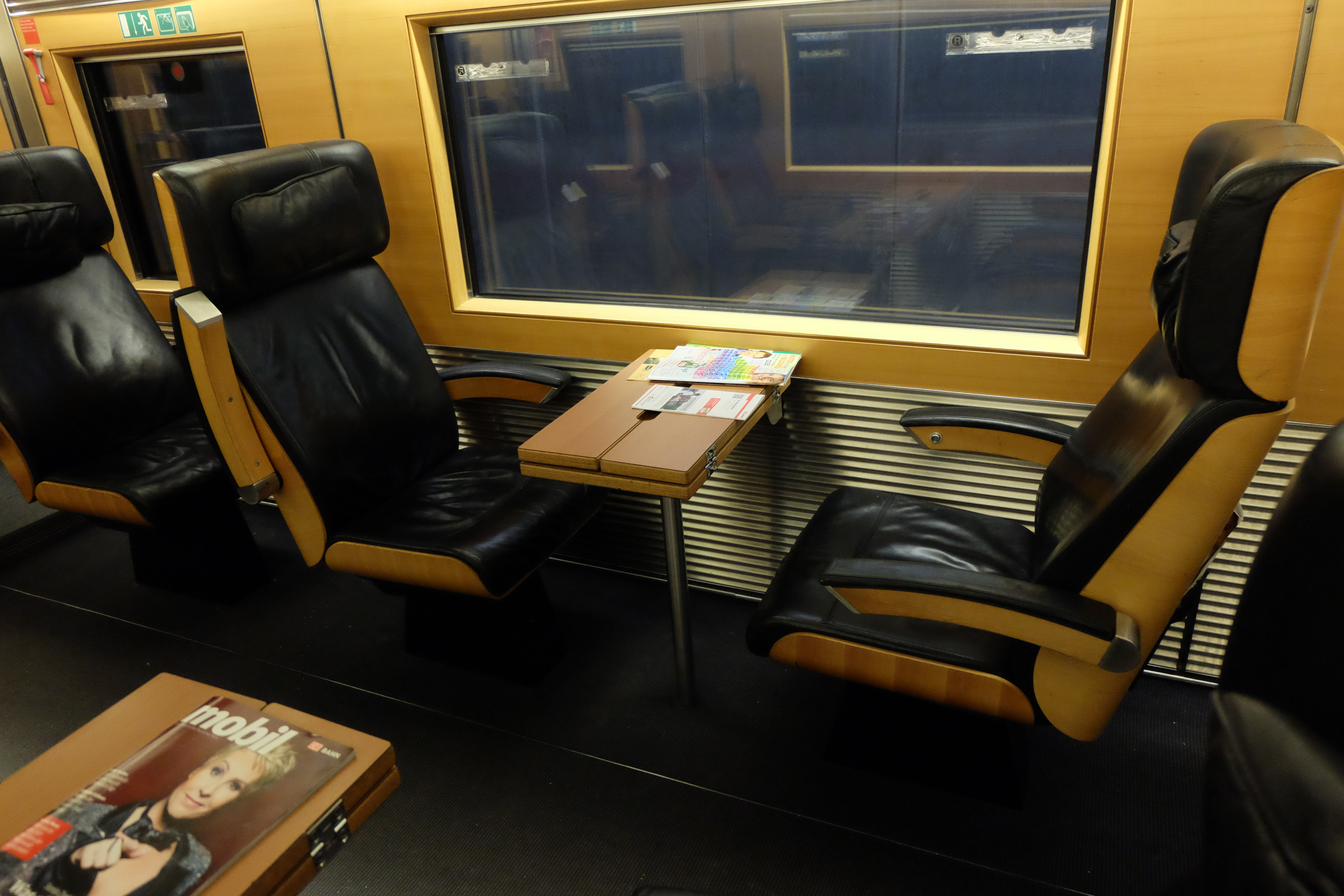
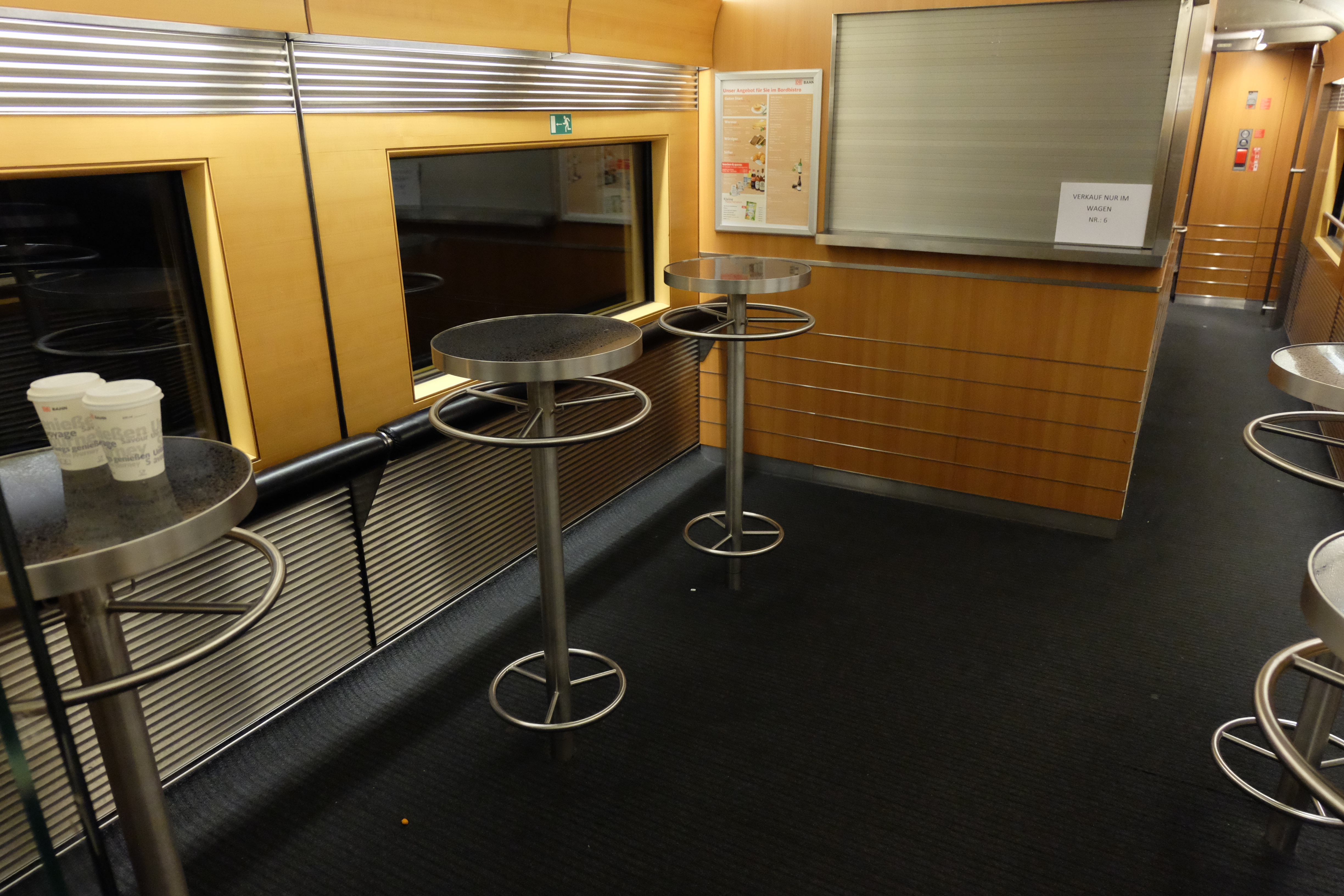
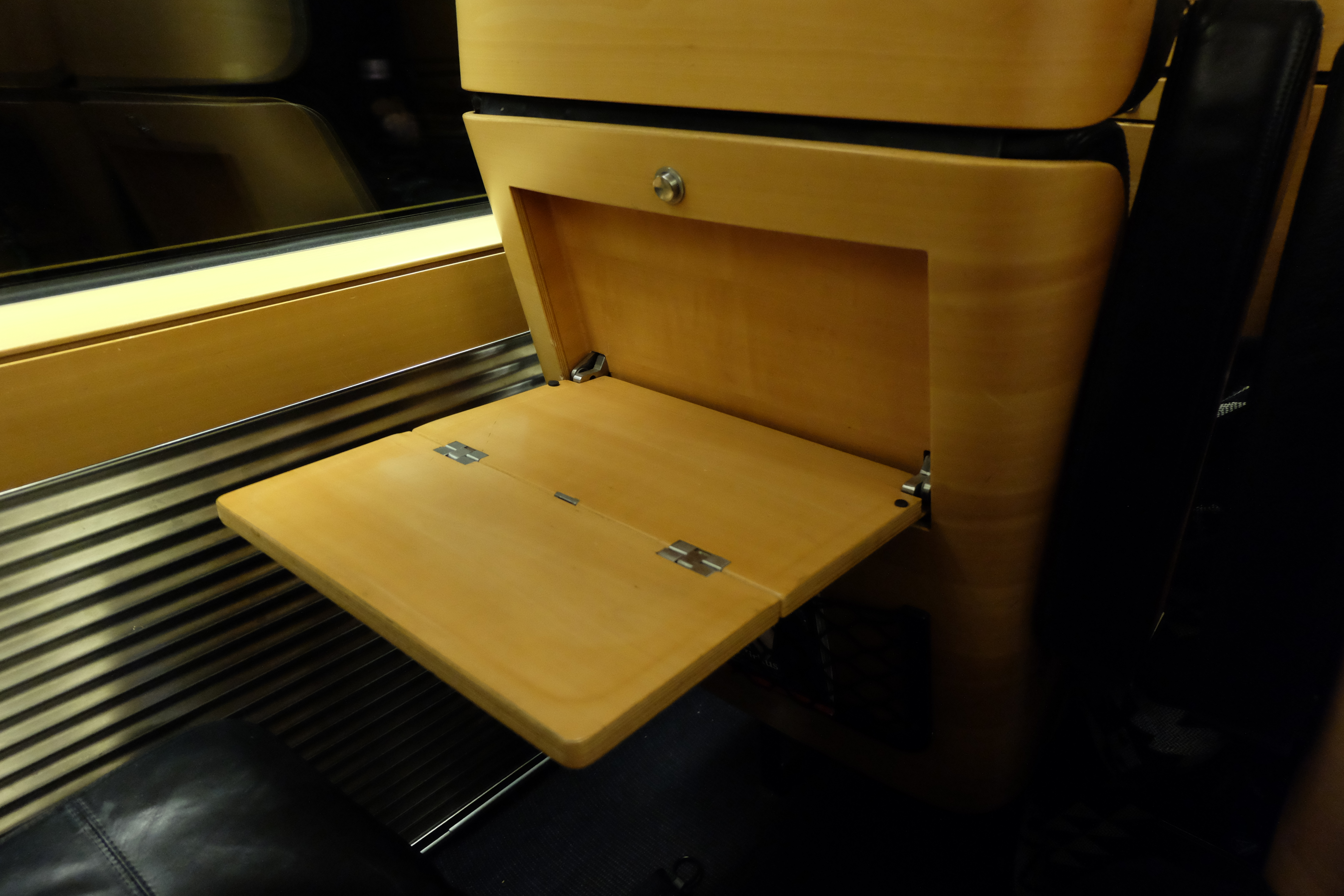
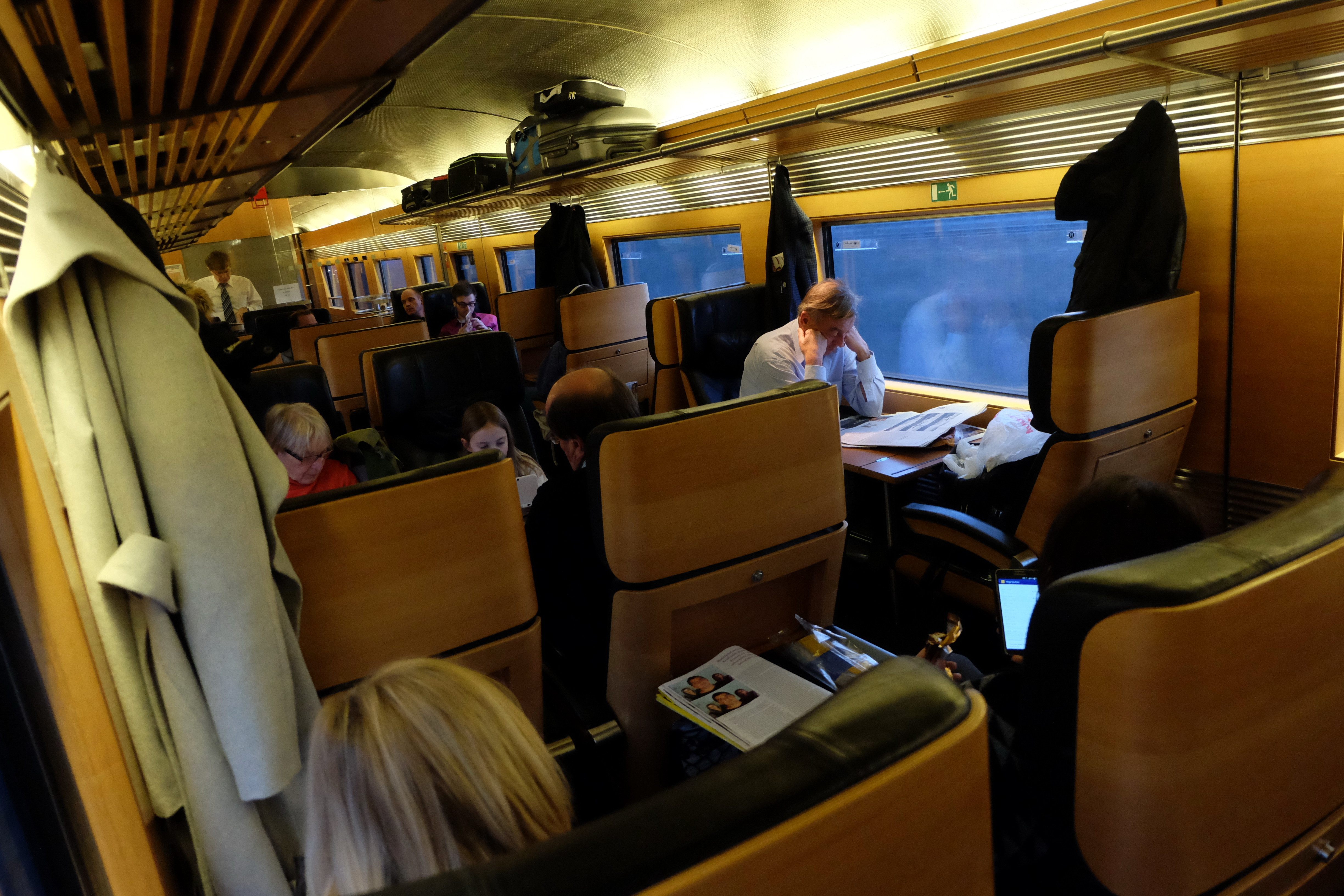
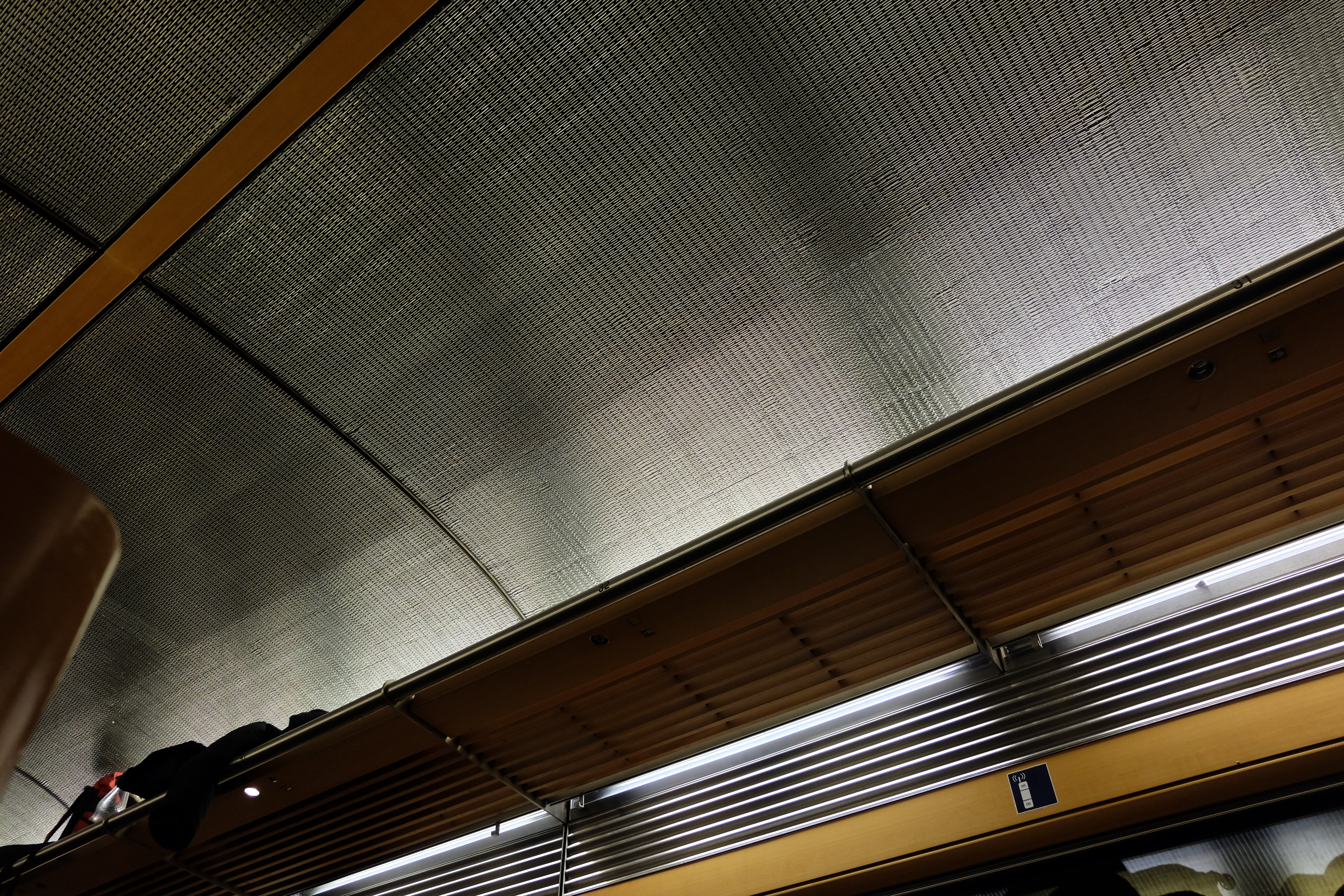

|           |                         | Köln Hbf | Düsseldorf Hbf | Düsseldorf Hbf | Essen Hbf | Essen Hbf | Hamburg Hbf |             |
| Vonatszám | Idő                     | Indulás  | Érkezés        | Indulás        | Érkezés   | Indulás   | Érkezés     | Utazási idő |
| --------- | ----------------------- | -------- | -------------- | -------------- | --------- | --------- | ----------- | ----------- |
| MET 931   | Hétfő - Péntek          | 06:19    | 06:39          | 06:41          | 07:02     | 07:04     | 09:49       | 03:30 ó     |
| MET 933   | Hétfő - Szombat         | 11:19    | 11:39          | 11:41          | 12:02     | 12:04     | 14:43       | 03:24 ó     |
| MET 937   | naponta, kivéve Szombat | 15:19    | 15:39          | 15:41          | 16:02     | 16:04     | 18:45       | 03:26 ó     |
| MET 939   | naponta, kivéve Szombat | 19:19    | 19:39          | 19:41          | 20:02     | 20:04     | 22:43       | 03:24 ó     |

|           |                         | Hamburg Hbf | Essen Hbf | Essen Hbf | Düsseldorf Hbf | Düsseldorf Hbf | Köln Hbf |             |
| Vonatszám | Idő                     | Indulás     | Érkezés   | Indulás   | Érkezés        | Indulás        | Érkezés  | Utazási idő |
| --------- | ----------------------- | ----------- | --------- | --------- | -------------- | -------------- | -------- | ----------- |
| MET 938   | Hétfő - Péntek          | 06:17       | 08:52     | 08:56     | 09:16          | 09:18          | 09:42    | 03:25 ó     |
| MET 936   | Hétfő - Péntek          | 11:18       | 13:52     | 13:56     | 14:16          | 14:18          | 14:42    | 03:24 ó     |
| MET 932   | naponta                 | 15:17       | 17:52     | 17:56     | 18:16          | 18:18          | 18:42    | 03:25 ó     |
| MET 930   | naponta, kivéve Szombat | 19:22       | 21:54     | 21:56     | 22:16          | 22:18          | 22:42    | 03:20 ó     |